# Elgeseter
Elgeseter er et område i Trondheim, Norge, der ligger lige syd for centrum (Midtbyen) og strækker sig fra Elgeseter Bro til Lerkendal Stadion mellem Nidarø og Gløshaugen.
Navnet kommer fra Helgeseter, som Augustinerordenens kloster i middelalderen. Der findes i dag ingen spor af Helgeseter kloster, men det lå mellem Nidelven og dagens Klostergata.
Elgeseter er en del af bydelen Lerkendal som også omfatter Lerkendal, Nardo og Moholt. E6 går gennem Elgeseter og heder her Elgeseter Gate, dette er hovedindfaldsvejen til Trondheim fra syd. Elgeseter har hovedsagelig boligbebyggelse. Studentersamfundet og Teknobyen Innovasjonssenter ligger i Elgeseter samte flere mindre virksomheder.
63°25′15.434″N 10°23′35.966″Ø / 63.42095389°N 10.39332389°Ø